# MacKenzie Mauzy
Mackenzie Grace Mauzy (Greensboro, Carolina del Norte, Estados Unidos, 14 de octubre de 1988) es una actriz estadounidense.

## Vida y carrera
Mauzy nació en Greensboro, Carolina del Norte, Estados Unidos, el 14 de octubre de 1988 y se crio en Lancaster, Pensilvania. Interpretó el papel de Phoebe Forrester en la telenovela de CBS The Bold and the Beautiful hasta diciembre de 2008 (se unió al reparto el 11 de julio de 2006).
También interpretó a Lizzie Spaulding en la telenovela americana de  CBS Guiding Light de octubre de 2000 a agosto de 2002. También ha participado en CSI: Las vegas de CBS, CSI: NY y Law & Order de NBC: SVU.
Antes de empezar su carrera como actriz, Mauzy trabajó en Nueva York, Virginia y Carolina del Norte en producciones de teatro de obras clásicas como A Christmas Carol, Snow White y Macbeth. En 1998, Mauzy ganó el Premio Anna Wentworth a la Mejor Actriz Infantil por su papel como Annie Warbucks en la producción de Annie en Showtimers Theatre en Roanoke, Virginia.
En julio de 2008, MacKenzie fue originalmente interpretado como Ilse en el 1er Tour Nacional de la exitosa musical de Broadway Spring Awakening. El papel fue para Steffi D (un finalista de Canadian Idol) porque MacKenzie lo rechazó para estar en el musical de Broadway, Historia de dos ciudades. Basado en una de las novelas más populares de Charles Dickens, Un cuento de dos ciudades se sitúa en el contexto de la Revolución francesa y se centra en los temas de la injusticia, la venganza y el poder redentor del amor. Mauzy interpretó a The Seamstress en el musical, que fue producido por Barbara Russell y Ron Sharpe. La obra, que costó 16 millones de dólares para producir, cerró el 16 de noviembre de 2009 después de 33 previews y 68 actuaciones regulares.
Más recientemente, Mauzy se unió al elenco de Broadway de Next to Normal, esperando temporalmente a Jennifer Damiano como Natalie Goodman. Ella entonces sucedió Meghann Fahy como el recurso seguro para Natalie, con Fahy que substituye a Jennifer Damiano como el Natalie a tiempo completo. Mauzy se quedó con la producción de Broadway (en varias ocasiones) hasta que la producción de Broadway cerró el domingo, 16 de enero de 2011 después de 21 previews y 733 actuaciones regulares.
Mackenzie Mauzy protagonizó el controvertido nuevo musical, White Noise, que se basa, en parte, en un dúo pop de supremacía blanca, Prussian Blue. El ruido blanco está jugando un funcionamiento limitado en el teatro de Royal George en Chicago, IL. La obra es presentada por Whoopi Goldberg y abrió sus puertas el 9 de abril de 2011 y recibió críticas y comentarios de la audiencia. Cerró antes del horario el 15 de mayo de 2011. Lleva a la audiencia en un paseo aterrador por el mundo de la música pop contemporánea con un énfasis especial en las letras racistas "codificadas". Materiales de aprendizaje han sido preparados para el juego por el Southern Poverty Law Center.
A partir del 26 de octubre de 2012, Mauzy tuvo un papel destacado en el musical Giant de Michael John LaChiusa en The Public Theatre como Claire "Liz" Benedict.
En 2014, Mauzy fue presentada en la película Into the Woods como Rapunzel. En ese mismo año, ella también consiguió un papel en la serie de la TV ABC para siempre como Abigail enfrente de Ioan Gruffudd.

## Vida personal
El 9 de junio de 2012 se casó con el actor de teatro John Arthur Greene. Se separaron y, más tarde, se divorciaron en 2014.

## Filmografía

### Cine
| Año  | Título           | Papel            | Notas |
| ---- | ---------------- | ---------------- | ----- |
| 2012 | Construction     | Courtney Wolfson |       |
| 2013 | Brother's Keeper | Maggie Malloye   |       |
| 2014 | Into the Woods   | Rapunzel         |       |

### Televisión
| Año       | Título                              | Papel              | Notas                              |
| --------- | ----------------------------------- | ------------------ | ---------------------------------- |
| 2000–2003 | The Guiding Light                   | Lizzie Spaulding   | 2 episodios                        |
| 2002      | The 29th Annual Daytime Emmy Awards | Ella misma         | Gala de premios                    |
| 2006      | CSI: Nueva York                     | Sara Butler        | Episodio: "Stealing Home"          |
| 2006–2008 | Belleza y poder                     | Phoebe Forrester   | Protagonista, 224 episodios        |
| 2007      | Caso abierto                        | Anna Gunden (2006) | Episodio: "Running Around"         |
| 2007      | The 34th Annual Daytime Emmy Awards | Ella misma         | Gala de premios                    |
| 2009      | Ley y orden                         | Carly Di Gravia    | Episodio: "Crimebusters"           |
| 2010      | CSI: Las vegas                      | Emily Marsh        | Episodio: "Lost & Found"           |
| 2010      | The Stay-At-Home Dad                | ?                  | Episodio: "Game Over"              |
| 2010      | Divina de la muerte                 | Tina Orlando       | Episodiio: "Begin Again"           |
| 2012      | NCIS: Los Ángeles                   | Erin               | Episodio: "Crimeleon"              |
| 2012      | Bones                               | SueBob Mobley      | Episodio: "The Family in the Feud" |
| 2014–2015 | Forever                             | Abigail Morgan     | Papel recurrente, 10 episodios     |
| 2015      | The Sonnet Project                  | Ella misma         | Temporada 1, episodio 103          |
| 2016      | Manson's Lost Girls                 | Linda Kasabian     | Película de televisión             |
| 2017      | Girls Night Out                     | McKenzie           | Película de televisión             |

## Premios y nominaciones
| Año  | Premios          | Categoría                 | Notas | Trabajo        | Resultado |
| ---- | ---------------- | ------------------------- | --- | -------------- | --------- |
| 2014 | WAFCA Award      | Mejor reparto             | Junto a: Meryl Streep Emily Blunt James Corden Anna Kendrick Chris Pine Tracey Ullman Christine Baranski Johnny Depp Lilla Crawford Daniel Huttlestone Billy Magnussen Tammy Blanchard Lucy Punch Frances de la Tour Simon Russell Beale | Into the Woods | Nominado  |
| 2014 | Satellite Award  | Mejor reparto de película | Junto a: Meryl Streep Emily Blunt James Corden Anna Kendrick Chris Pine Tracey Ullman Christine Baranski Johnny Depp Lilla Crawford Daniel Huttlestone Billy Magnussen Tammy Blanchard Lucy Punch Frances de la Tour Simon Russell Beale | Into the Woods | Ganador   |
| 2014 | PFCS Award       | Mejor reparto             | Junto a: Meryl Streep Emily Blunt James Corden Anna Kendrick Chris Pine Tracey Ullman Christine Baranski Johnny Depp Lilla Crawford Daniel Huttlestone Billy Magnussen Tammy Blanchard Lucy Punch Frances de la Tour Simon Russell Beale | Into the Woods | Nominado  |
| 2014 | DFCS Award       | Mejor reparto             | Junto a: Meryl Streep Emily Blunt James Corden Anna Kendrick Chris Pine Tracey Ullman Christine Baranski Johnny Depp Lilla Crawford Daniel Huttlestone Billy Magnussen Tammy Blanchard Lucy Punch Frances de la Tour Simon Russell Beale | Into the Woods | Nominado  |
| 2015 | Gold Derby Award | Mejor reparto             | Junto a: Meryl Streep Emily Blunt James Corden Anna Kendrick Chris Pine Tracey Ullman Christine Baranski Johnny Depp Lilla Crawford Daniel Huttlestone Billy Magnussen Tammy Blanchard Lucy Punch Frances de la Tour Simon Russell Beale | Into the Woods | Nominado  |